# Condado de Archuleta
O Condado de Archuleta é um dos 64 condados do Estado americano do Colorado. A sede do condado é Pagosa Springs, e sua maior cidade é Pagosa Springs. O condado possui uma área de 3 511 km² (dos quais 14 km² estão cobertos por água), uma população de 9 898 habitantes, e uma densidade populacional de 3 hab/km² (segundo o censo nacional de 2000). O condado foi fundado em 14 de abril de 1895.